# Cordia nodosa
Espèce
Statut de conservation UICN

 LC  : Préoccupation mineure
Synonymes
- Cordia avicularis Salisb.
- Cordia collococa Aubl.
- Cordia formicarum Willd. ex Roem. & Schult.
- Cordia hispida Benth.
- Cordia hispidissima DC.
- Cordia miranda DC.
- Cordia umbrosa Spruce ex Rusby
- Cordia volubilis Pittier[1]

Cordia nodosa est une espèce d'arbuste myrmécophile, appartenant à la famille des Cordiaceae (anciennement des Boraginaceae), connue en Guyane sous les noms de lamoussé fourmi, bois fourmi (créole), yawa taɨ (Wayãpi), wiwis kasiuβan (Palikur), ou grão-de-galo, arua-felpudo (portugais).

## Répartition
Cordia nodosa est présente dans le nord de l'Amérique du sud.

## Écologie
Ce petit arbre, fréquent dans le sous-bois des forêts secondaires ou ancienne, produit des nœuds creux et renflés, servant de domaties à des fourmis venimeuses comme Allomerus octoarticulatus (Solenopsidini).

## Utilisations
L'écorce est employée pour confectionner un remède contre les essoufflements et le rhume chez les Wayãpi. Les Palikur baignent les enfants et les chiens dans la décoction des feuilles pour les rendre obéissants.
Au Guyana, Amérindiens du nord-ouest soignent l'hypertension avec des tisanes de feuilles sèches, tandis que les Warao l'utilisent dans le traitement de la coqueluche.

## Histoire naturelle
En 1775, le botaniste Aublet (qui décrivit pour la première fois cette espèce) propose la diagnose suivante : 

« 'CORDIA (collococa) foliis oblongo-ovatis, integerrimis ; floribus ſubcorymboſis ; calicibus interne tomentoſis. Lin. Spec. 174.

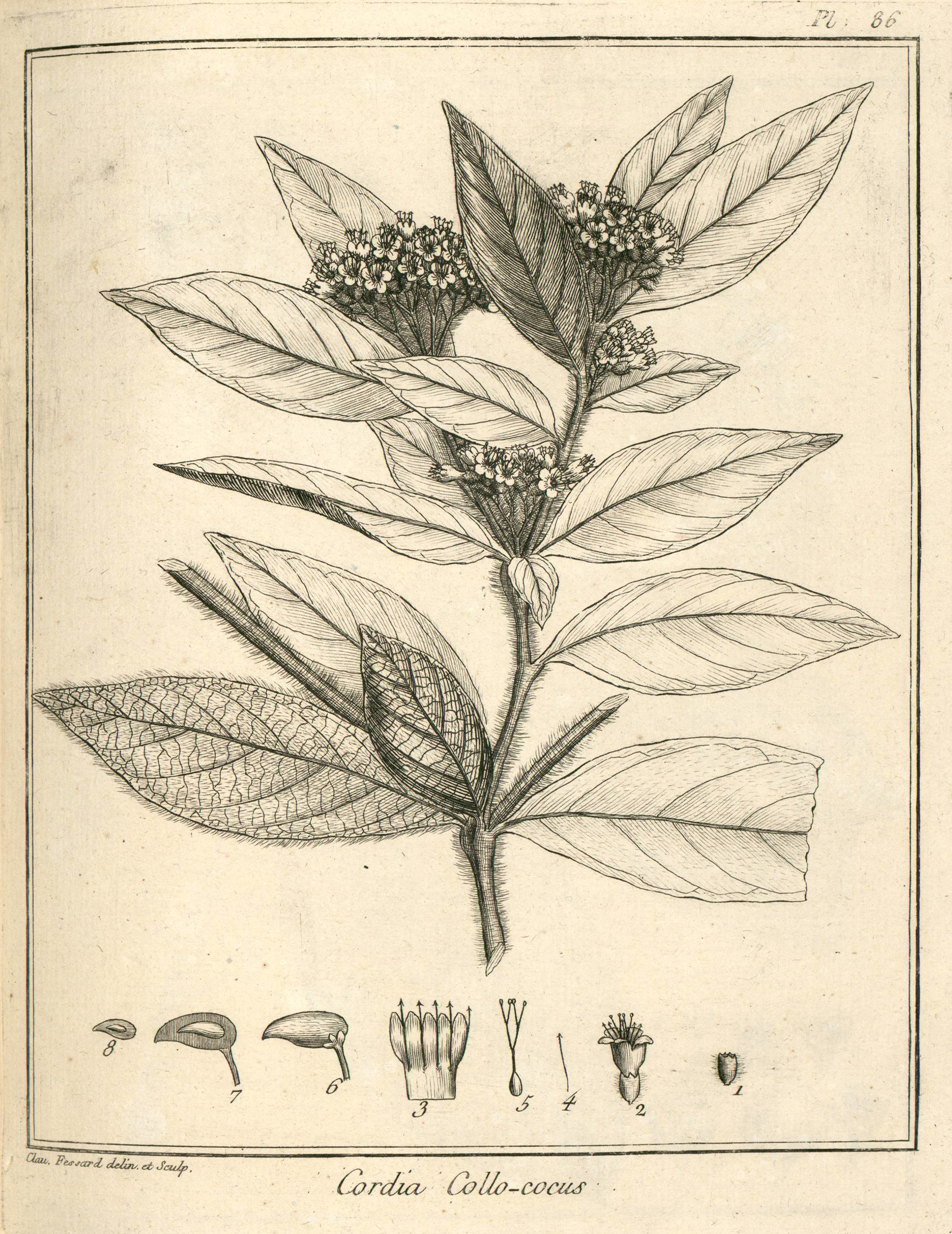
Cordia collococa (syn. Cordia nodosa) (Pl. 86) d'après Aublet, 1775 (1. Calice. - 2. fleur épanouie. - 3. Corolle ouverte. Étamines. - 4. étamine. - 5. Ovaire. Style. Stigmates. - 6. Baie. - 7. Baie coupée horiſontalement. Noyau. - 8. Noyau. Amande.)

Collococus foliis rugoſus, venoſis, oblongo-ovatis ; floribus laxe racemoſis. Buoun. Jam. 167. 
Ceraſo affinis arbor baccifera, racemoſa, flore pentapetalo, herbaceo, guttato ; fructu coccinco, monoſpermo, viſcoſo ; femine rugoſo. Sloan. Cat.
Arbor mediocris, trunco ſexpedali, in ſummitate racemoſo ; ramis ſparſis, ramulis nodoſis, pilofis ; pilis ferrugineis, rigidis, acutis. Folia ad nodostria aut quaterna, verticillata, inæqualia, ſeſſilia; folia intermedia alterna, ovata, acuta, integerrima, ſuperne & inferne pilis rufeſcentibus tecta. Flores corymboſi, axillares & terminates.
CAL. Perianthium monophyllum, turbinatum, piloſum, quinquedentatum, denticulis breviſſimis. 
COR. mbalbida, monopetala, inſundibuliformis 3 fauce ventricoſa, limbo quinquefido, lobis ſubrotundis, patulis, æqualibus.
ST AM. Filamenta quinque, fauci corollæ inſerta. Antherte ſagittatar.
PIST. Germen ſubrotundum, acuminatum. Stylus lorigitudine corollæ, bifidus, laciniis bifidis. Stigmata obtuſa.
PER. Drupa alba, ovata, acuta, unilocularis, calici inſerta, horizontaliter declinata.
SEM. Nux oblonga, fulcata, bilocularis, pulpa gelatinoſa, viſcoſa, involuta. Semina ſolitaria, quandoque unum abortitur.
Floret fruftumque ſert variis anni temporibus.
Habitat in ſylvis Caiennæ & Guianæ.
Nomen Caribæum ACHIRA-MOUROU. »

« LE SEBESTIER, Achira-mourou (PLANCHE 86.)
Cet arbre eſt de moyenne grandeur. Son tronc s'élève de cinq à ſix pieds, ſur cinq à ſix pouces de diamètre. Son écorce eſt rouſſâtre, ridée & gerſée. Son bois eſt blanchâtre, peu compact ; il porte à ſon ſommet pluſieurs branches noueuſes qui ſe diviſent en deux ou trois rameaux. Les rameaux ſont hériſſés de poils roides & aigus-, de chaque nœud fort une, deux, trois ou quatre feuilles qui les entourent. Ces feuilles ſont alternes, entières, ſeſſiles, vertes, couvertes de poils comme les rameaux, ſur les deux faces ; elles ſont ovales, terminées en pointe. Les plus grandes ont ſept pouces & plus de longueur, ſur trois pouces & demi de largeur. De l'aiſſelle des feuilles naiſſent des bouquets de fleurs dont le calice & les pédoncules ſont hériſſés de poils rouſſâtres. Le calice eſt d'une ſeule pièce en forme de coupe, à cinq dentelures.
La corolle eſt blanchâtre, d'une ſeule pièce, en manière d'entonnoir. Son tube eſt renflé au deſſus du calice, & partage en cinq lobes à ſon orifice ; il eſt attaché ſous l'ovaire.
Les étamines ſont au nombre de cinq, placées entre les diviſions de la corolle, ſur la paroi moyenne & interne du tube. 
Leurs filets ſont blancs, velus à leur naiſſance. L'anthère eſt à deux bourſes, & en forme de fer de flèche. 
Le piſtil eſt un ovaire rougeâtre, ſurmonté d'un style qui ſe diviſe en deux branches, leſquelles ſe ſubdiviſent en deux plus petites. 
Chacune eſt terminée par un stigmate applati & arrondi. 
L'ovaire devient une baie blanche, ovale, pointue, attachée au calice par un côte, à ſa baſe, & elle eſt inclinée horiſontalement. Elle eſt remplie d'une pulpe gélatineuſe & viſqueuſe, dans laquelle eſt un noyau ovale, pointu, ſillonne. Il eſt à deux loges, mais le plus ſouvent il en avorte une, celle qui ſubſiſte contient une amande à deux cotylédons. 
Cet arbre eſt nommé ACHIRA MOUROU par les Galibis. Il croît dans l’île de Caïenne & dans la Guiane. Je l'ai trouvé avec des fleurs & des fruits en différents mois de l'année. 
Les fleurs ſont représentées de grandeur naturelle. Le fruit eſt diminué : il eſt ordinairement une fois plus gros. »

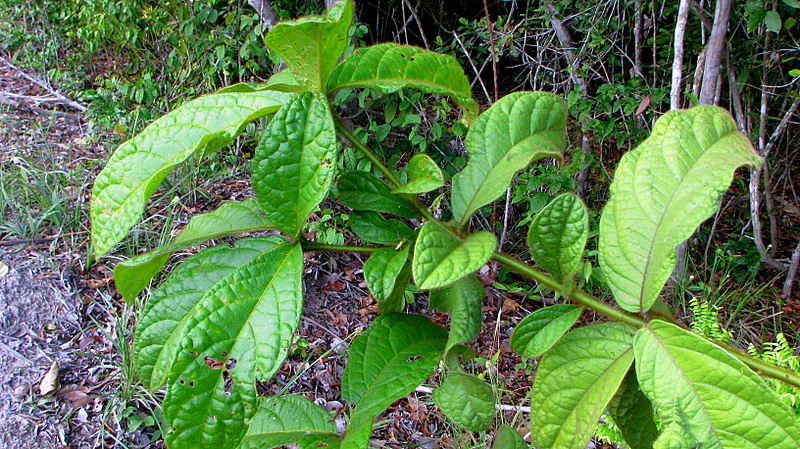
Rameau de Cordia nodosa
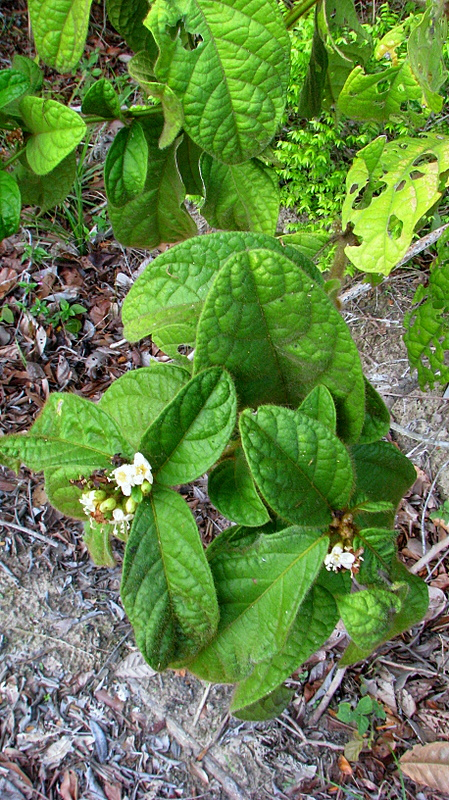
Rameau fleuri de Cordia nodosa
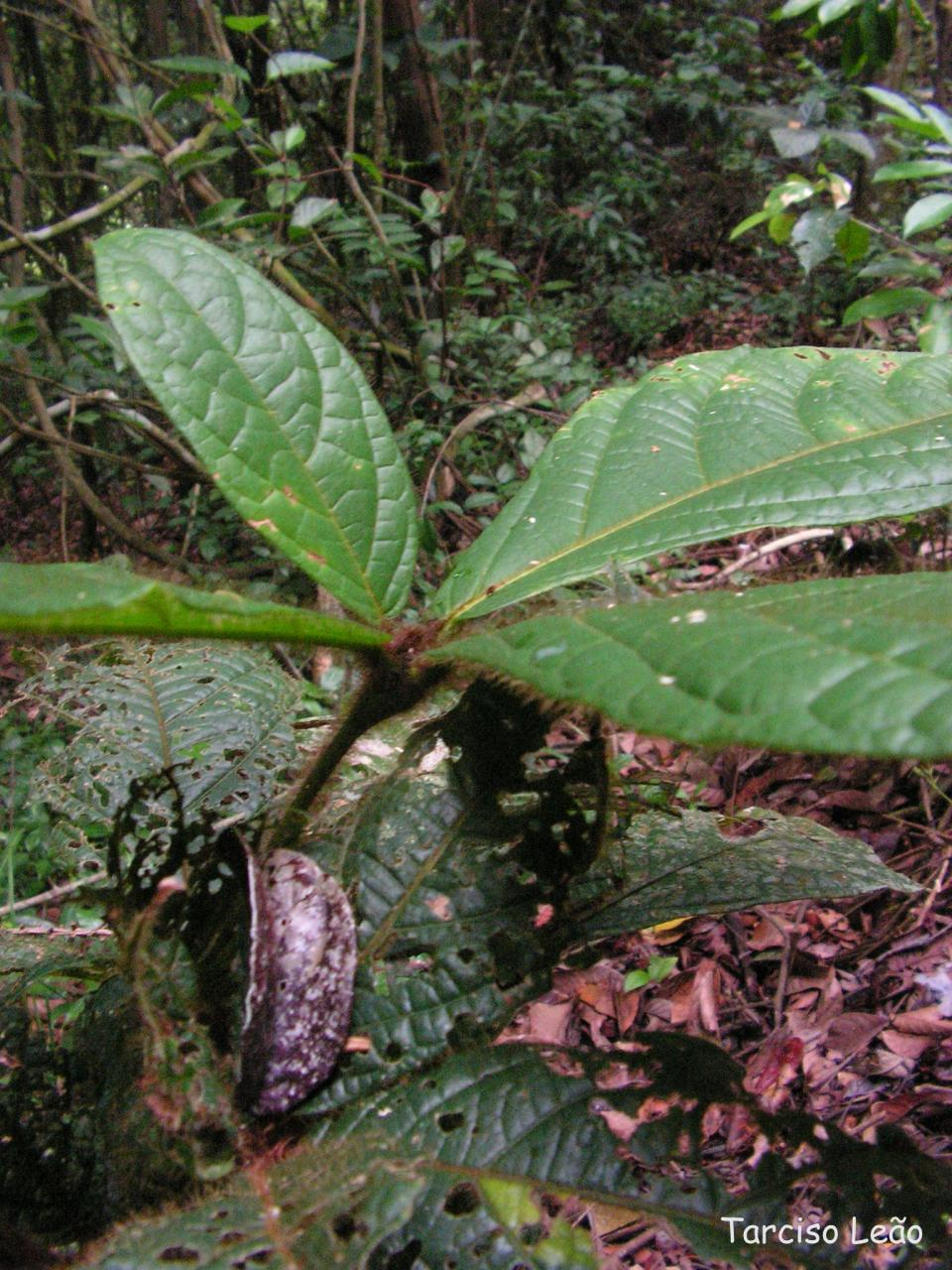
Rameau de Cordia nodosa à Camaragibe  (Pernambouc, Brésil)
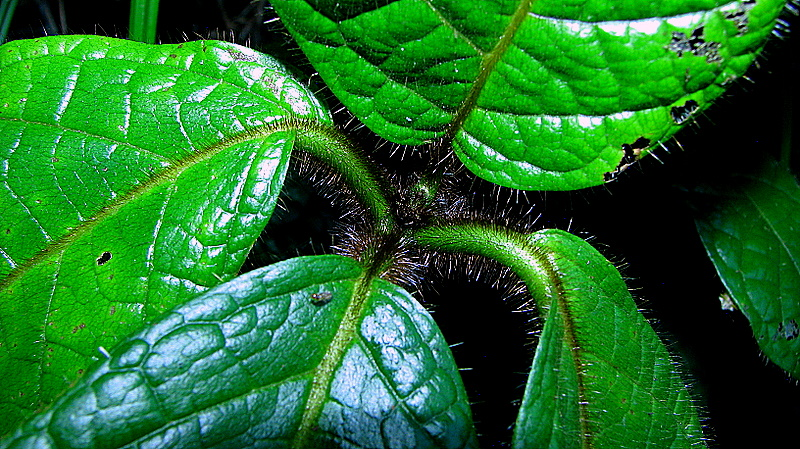
Extrémité d'un rameau de Cordia nodosa
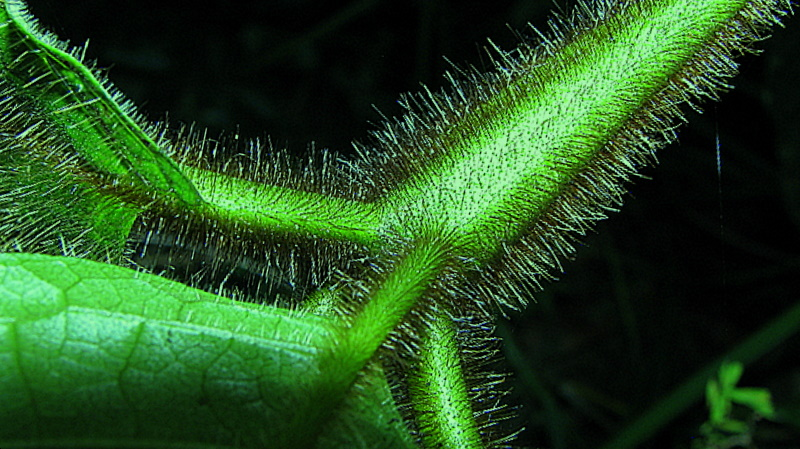
Nodosité de Cordia nodosa servant de domatie pour les fourmis
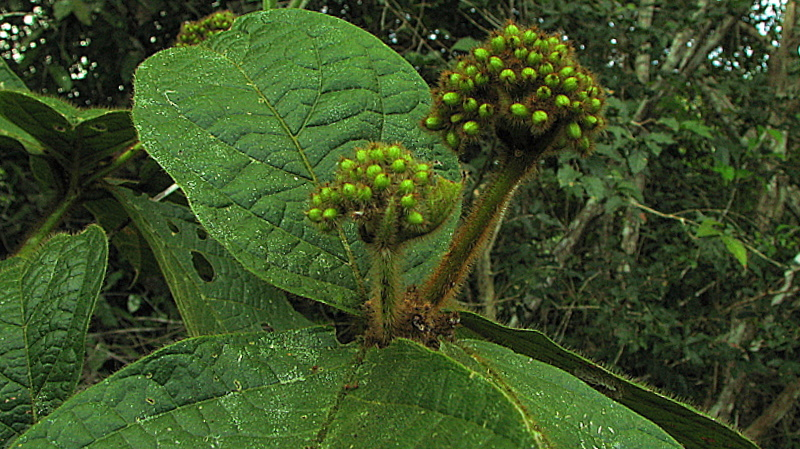
Boutons floraux de Cordia nodosa dans l'Etat de Bahia (Brésil)
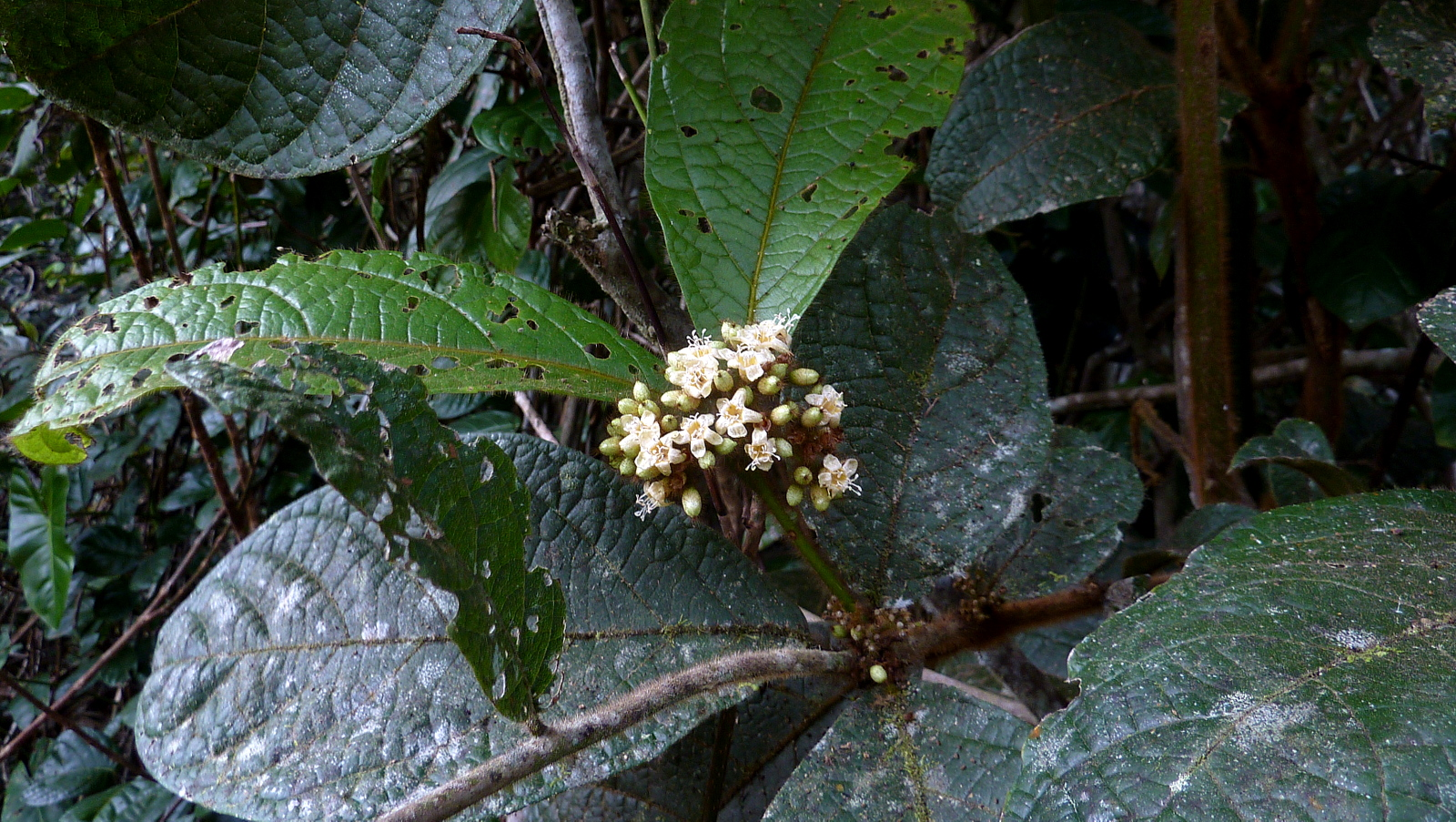
Inflorescence de Cordia nodosa
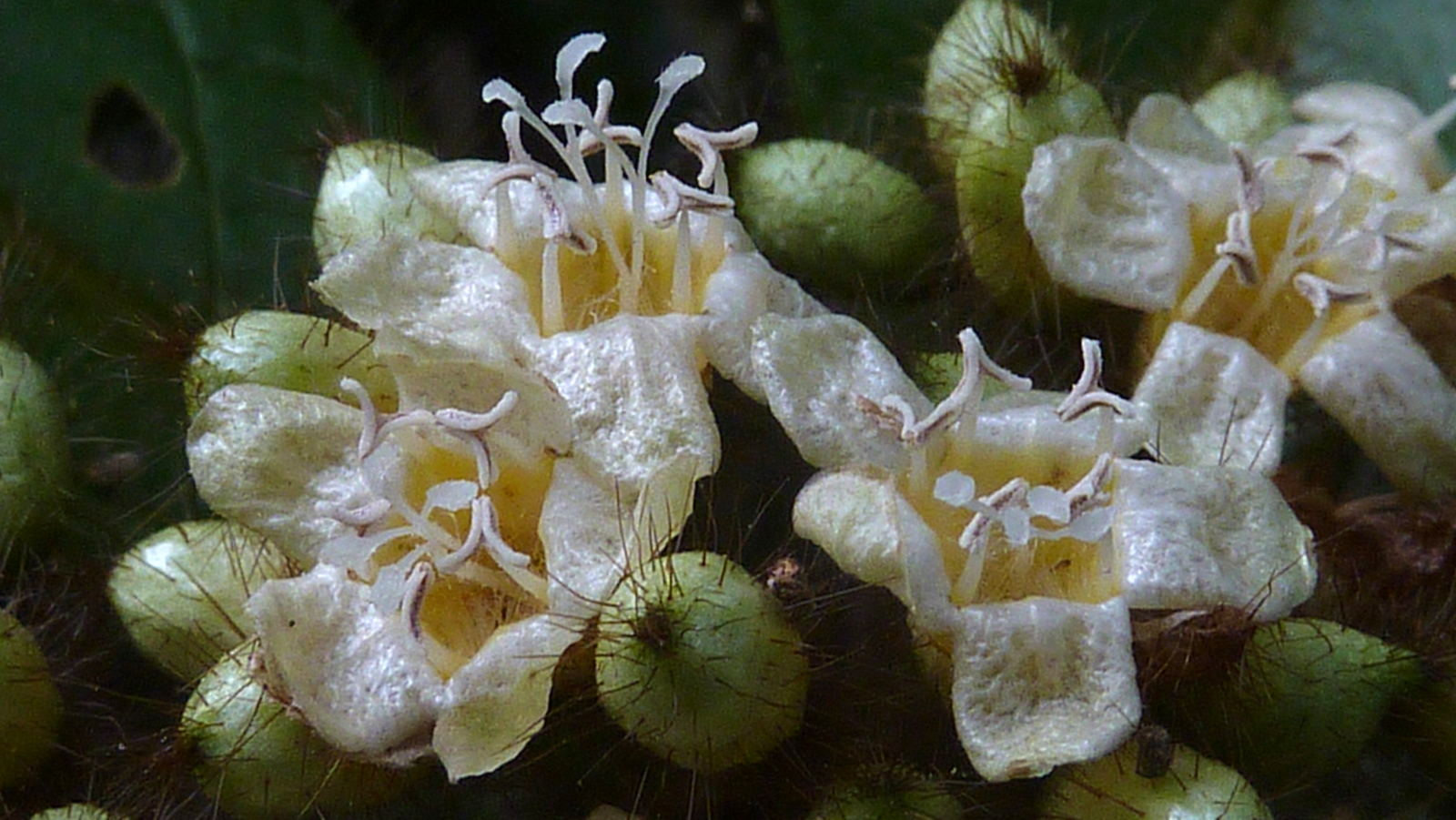
Fleurs de Cordia nodosa
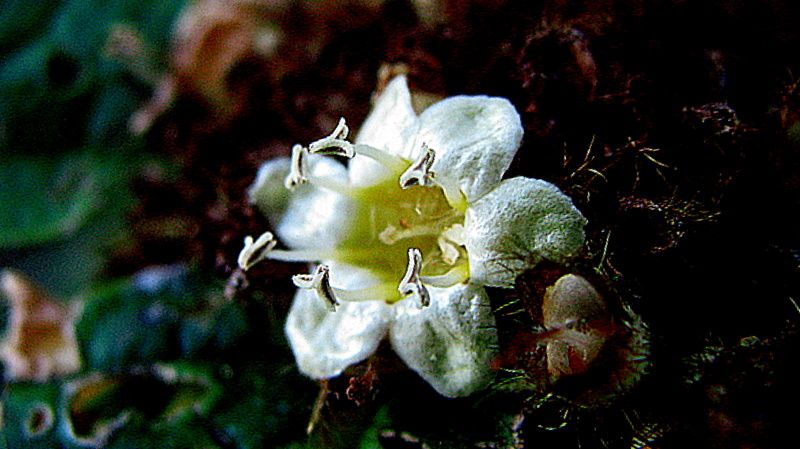
Fleur Cordia nodosa (détail)
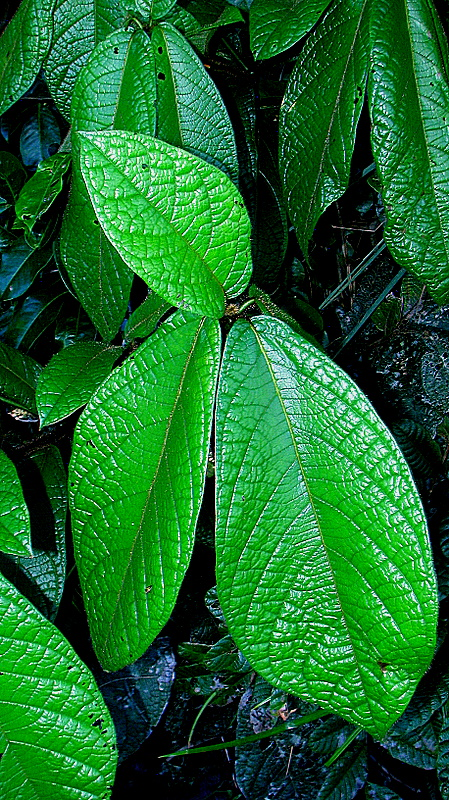
Feuillage de Cordia nodosa
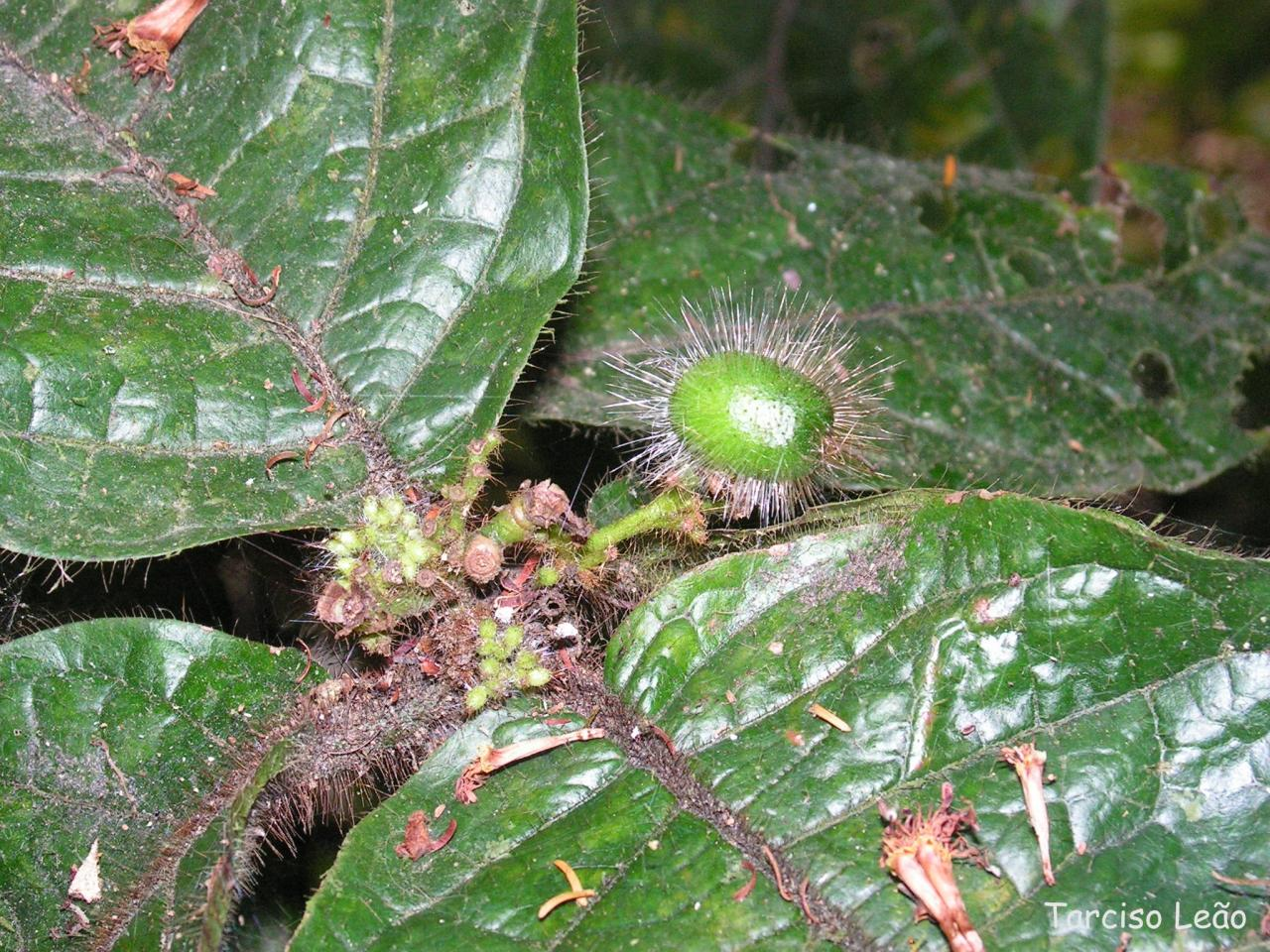
Jeune fruit de Cordia nodosa
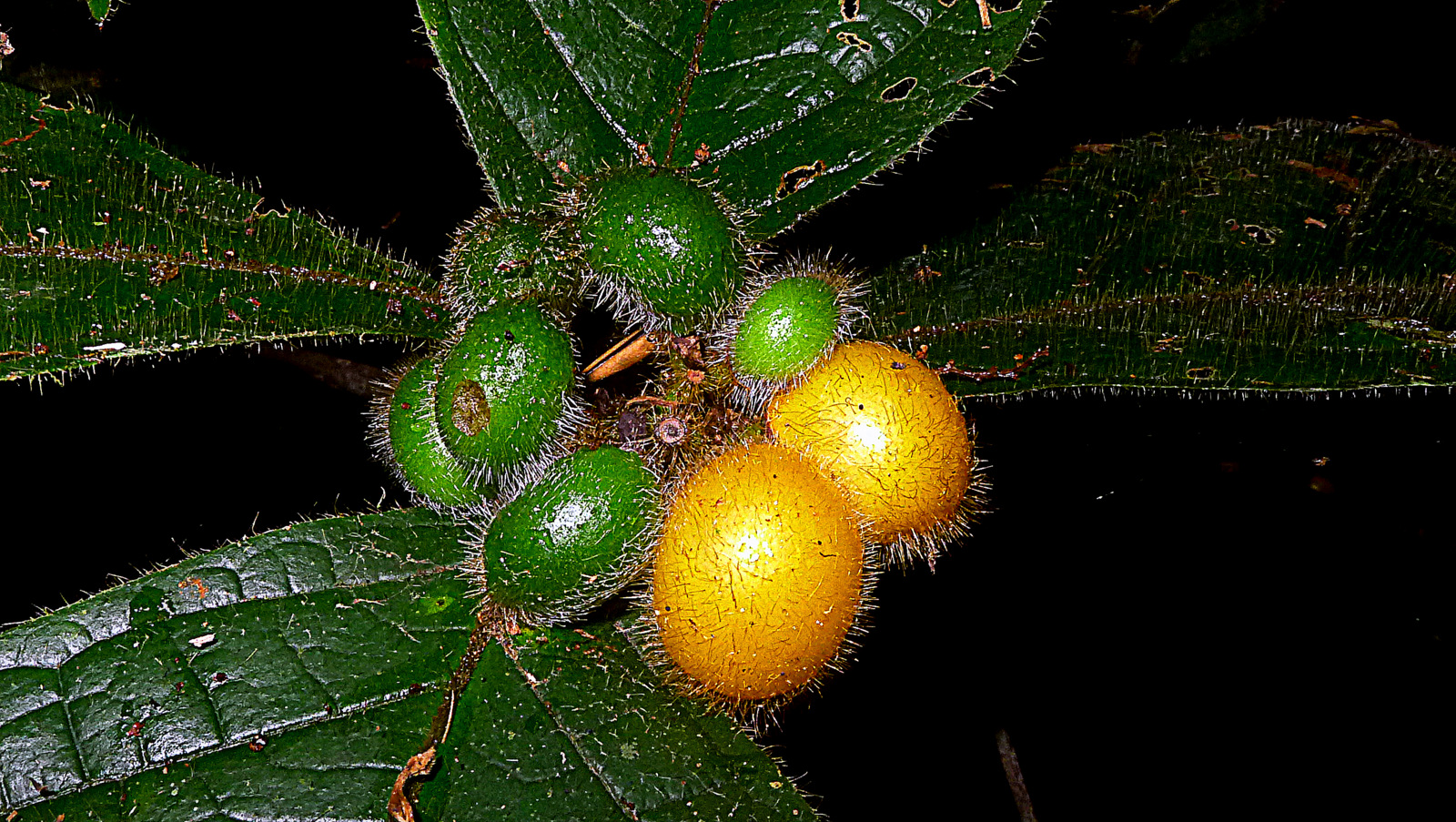
Fruits de Cordia nodosa
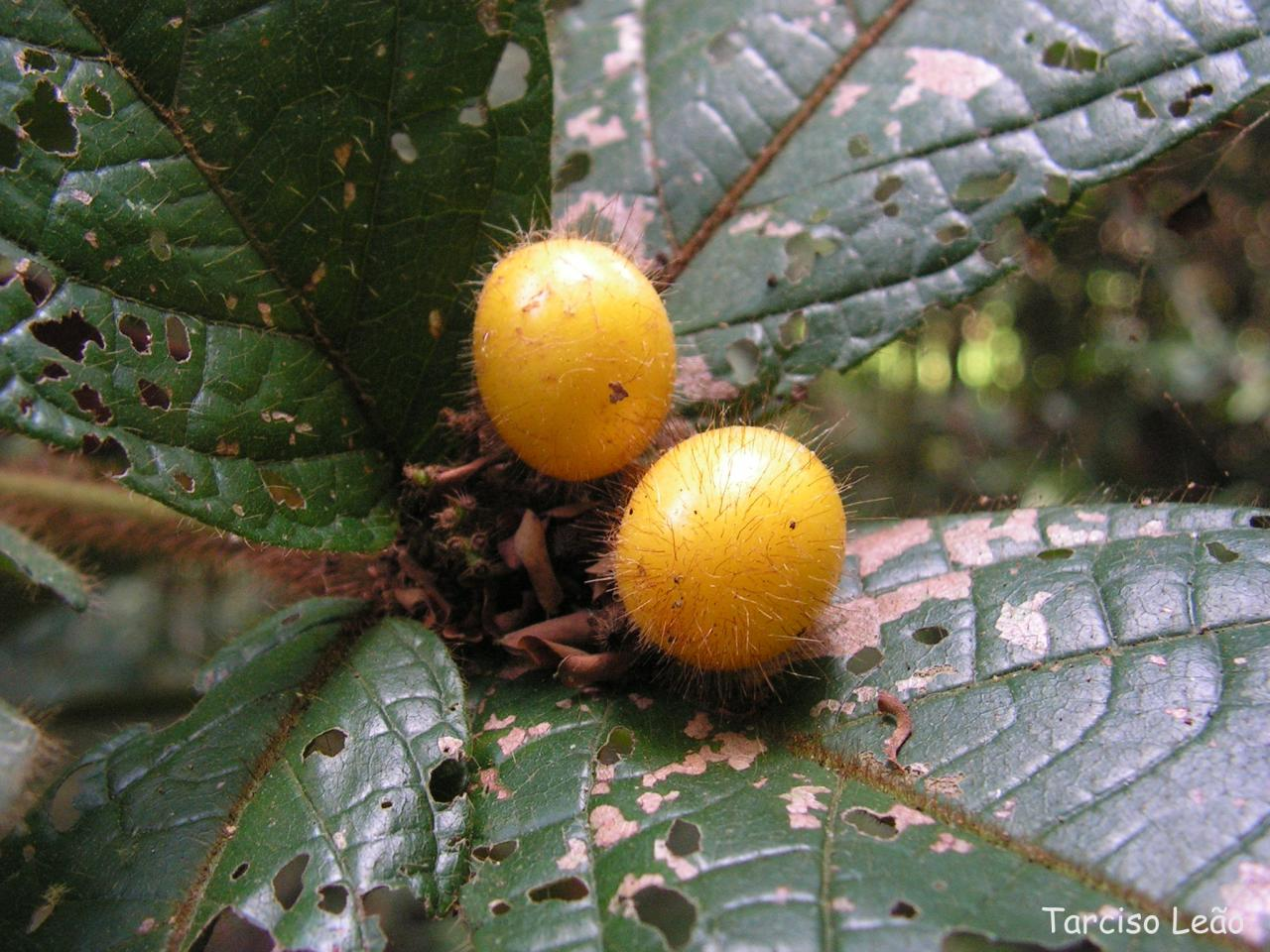
Fruis de Cordia nodosa
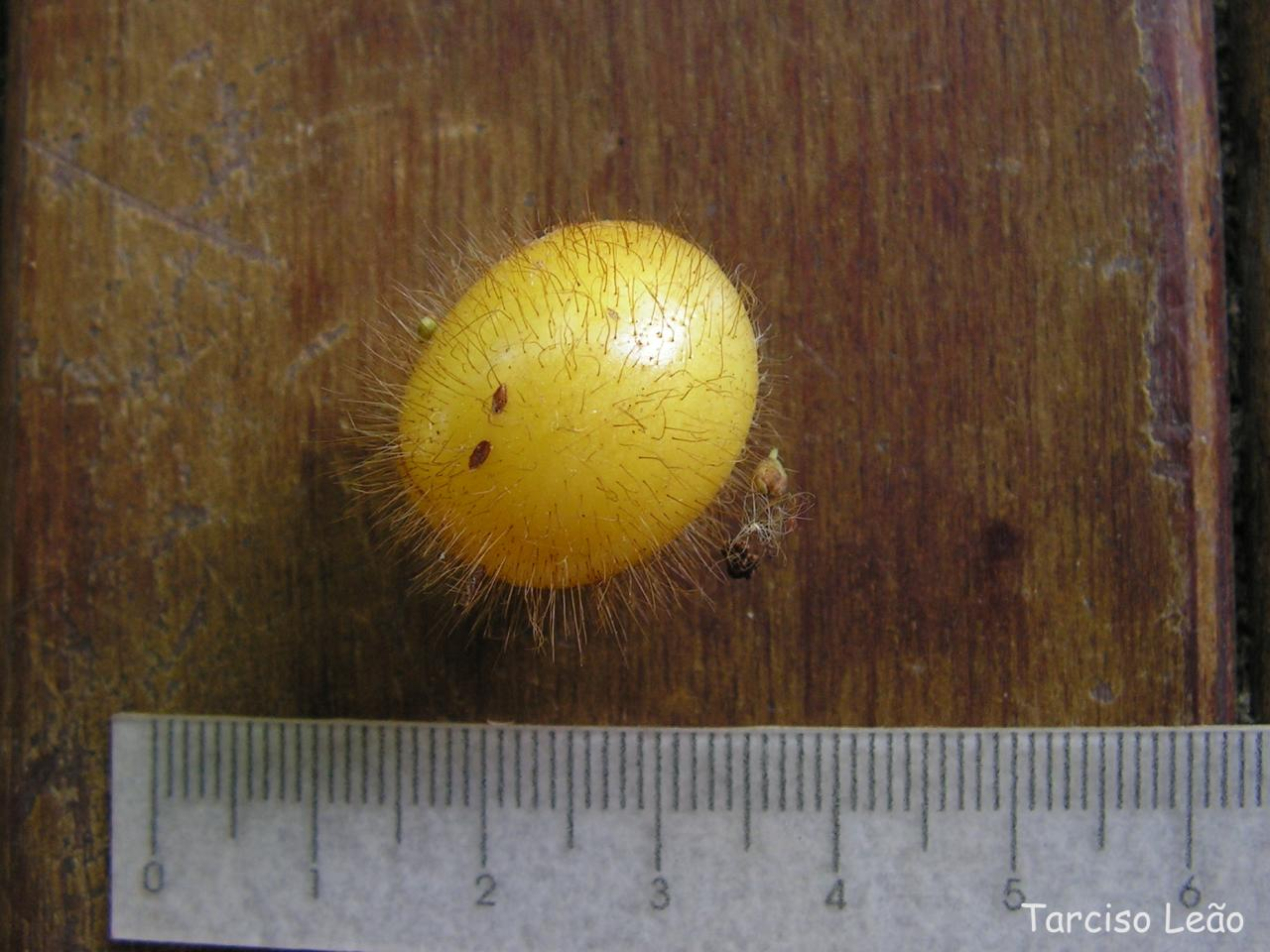
Fruits de Cordia nodosa (détail)
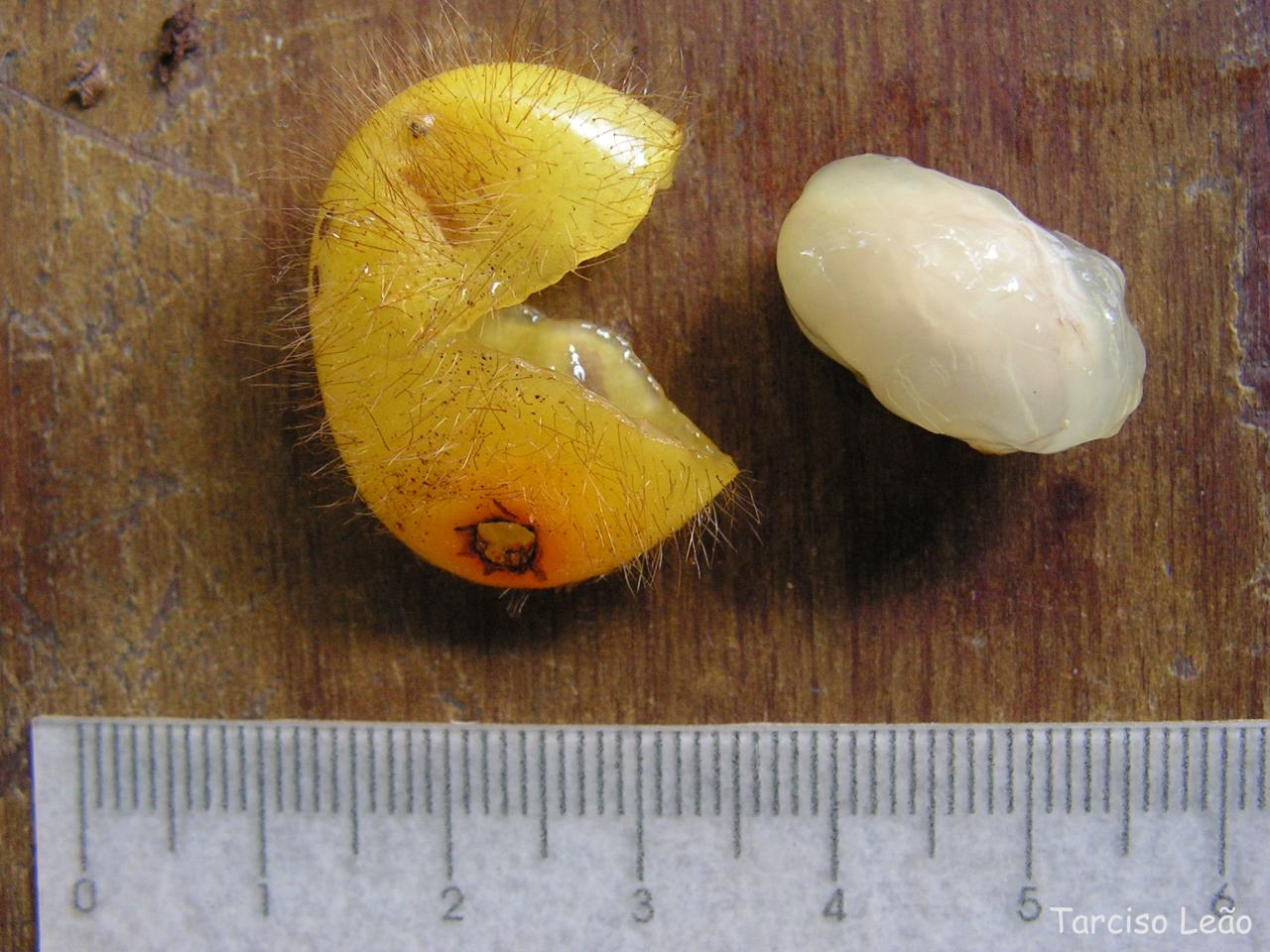
Fruits et pulpe de Cordia nodosa (détail)
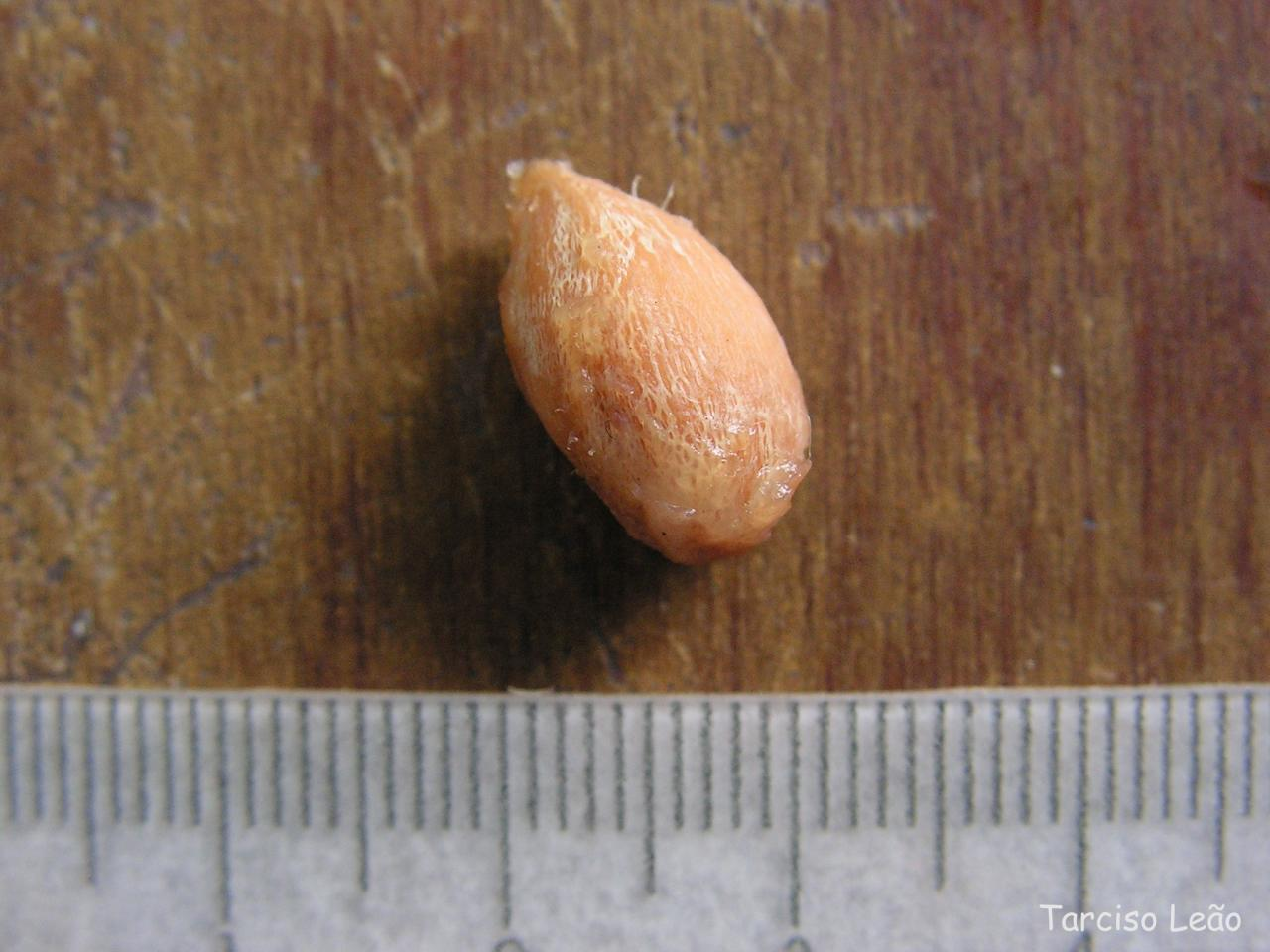
Graine de Cordia nodosa (détail)

### liens externes
- « Cordia nodosa », sur La Chaussette rouge rencontres amazoniennes : flore /(faune) de Guyane - blog de photos botaniques de Guyane, 28 septembre 2020 (consulté le 14 novembre 2021)
- « Cordia nodosa », sur Flore de Guyane - blog de photos botaniques de Guyane, 15 août 2012 (consulté le 14 novembre 2021)